# Ondřej Neff
Ondřej Neff (ur. 26 czerwca 1945 w Pradze) – czeski dziennikarz i pisarz science-fiction.
Syn znanego pisarza Vladimíra Neffa. Studiował dziennikarstwo na Uniwersytecie Karola w Pradze, po studiach zajął się reklamą i fotografią. Był redaktorem naczelnym sci-fi czasopisma Ikarie. Obecnie wydaje internetowy dziennik Neviditelný pes (Niewidzialny Pies) i redaguje portal o fotografii cyfrowej DigiNeff.
Pierwsze opowiadanie opublikował w 1978.